# Elgi
Elgi – rzeka w azjatyckiej części Rosji, w Jakucji; lewy dopływ Indygirki. Długość 394 km; powierzchnia dorzecza 68 200 km².
Źródła w górach Suntar-Chajata; płynie przez Płaskowyż Elgiński najpierw w kierunku północno-zachodnim, potem północno-wschodnim i wschodnim; zamarza od października do maja; zasilanie deszczowo-śniegowe.